# Alfred Balachowsky
Alfred Serge Balachowsky (Karotcha, 5 augustus 1901 - Parijs, 1983) was een Frans entomoloog, geboren in Rusland. Hij was gespecialiseerd in Hemiptera, in het specifiek schildluizen en kevers. Balachowsky werkte bij de Muséum national d'histoire naturelle. In 1948 werd hij verkozen tot president van de Société entomologique de France ('Franse entomologische vereniging').

## Werk
Gedeeltelijke lijst.
- Etude biologique des coccidies du bassin occidental de la Méditerranée .PhD. thesis
- Met Louis Mesnil: Les insectes nuisibles aux plantes cultivées. Leurs moeurs. Leur destruction. Traité d’entomologie agricole concernant la France, la Corse, l’Afrique du Nord et les régions limitrophes. Tom 1. 1137 pp. Parijs.
- Faune de France, Volume 50: Coléoptères Scolytides 320 bladzijdes, 300 b/w line illus.
- Entomologie appliquée a l`agriculture. Traité. Tome I. Coléoptères. Maison et Cie Éditeurs, Paris, 1391 pp.